# بخش بیرمنگام (شهرستان چستر، پنسیلوانیا)
بخش بیرمنگام (به انگلیسی: Birmingham Township) یک منطقهٔ مسکونی در ایالات متحده آمریکا است که در شهرستان چستر، پنسیلوانیا واقع شده‌است. بخش بیرمنگام ۱۶٫۶۵ کیلومتر مربع مساحت دارد ۷۵٫۹ متر بالاتر از سطح دریا واقع شده‌است.